# Gerard Brom (Leiden)
Albert Gerard Brom (Amsterdam, 8 mei 1915 - Wassenaar, 24 mei 2003) was een hoogleraar aan de universiteit van Leiden en een pionier van de hartchirurgie in Nederland.

## Levensloop
A. G. Brom, het best gekend onder zijn tweede voornaam Gerard, behaalde het diploma van arts aan de Universiteit van Amsterdam in 1940. Hij was achtereenvolgens assistent-chirurg in Amsterdam, Heerlen, Stockholm en Utrecht. Van 1951 tot 1985 was hij hoogleraar thoraxchirurgie en chirurg aan het academisch ziekenhuis in Leiden
In 1948 voerde hij voor het eerst in Nederland, in het Sint Antonius Ziekenhuis in Utrecht, een zogenaamde shuntoperatie uit bij aangeboren hartgebreken. Deze operatie wordt uitgevoerd als een baby blauwzucht vertoont als gevolg van een beperkte bloeddoorstroming door de longen. Bij de operatie wordt een slagader, meestal de armslagader, verbonden met de longslagader waardoor er meer bloed door de longen stroomt zodat er meer gelegenheid voor zuurstofopname ontstaat. Zodra de chirurgische verbinding tussen de armslagader en de longslagader tot stand is gebracht en de 'shunt' wordt geopend verdwijnt onmiddellijk de blauwe kleur van de baby en krijgt hij een gezonde roze kleur. Deze ingreep, in de Verenigde Staten ontwikkeld, werd als een dankbare operatie bestempeld: conceptueel en technisch relatief simpel en met een spectaculair resultaat. Na Brom volgde Leendert Eerland in het Academisch Ziekenhuis in Groningen met dezelfde operatie.
Op 25 oktober 1950 verdedigde Brom zijn doctoraal proefschrift voor de Universiteit Leiden, onder de titel De coarctatio aortae en haar behandeling.
Brom en Eerland worden aangemerkt als de grondleggers van de hartchirurgie
in Nederland. In 1955 werden de eerste operaties aan het hart zelf uitgevoerd door Eerland in Groningen en Brom met Sander Schaepkens van Riempst in Leiden op 28 januari 1955.
Die gebeurden bij onderkoeling van de patiënt, waarbij de bloedsomloop korte tijd werd stilgelegd. Later werd deze techniek vervangen door het gebruik van de Hart-longmachine. Brom en zijn chirurgische ingrepen waren van groot belang voor patiënten met coarctatio aortae, Tetralogie van Fallot, Transpositie van de grote vaten en tricuspidalisatresie. Onder zijn leiding kreeg het hartcentrum in Leiden wereldfaam. Door hem werden de eerste hartklepprothesen in Leiden geplaatst.

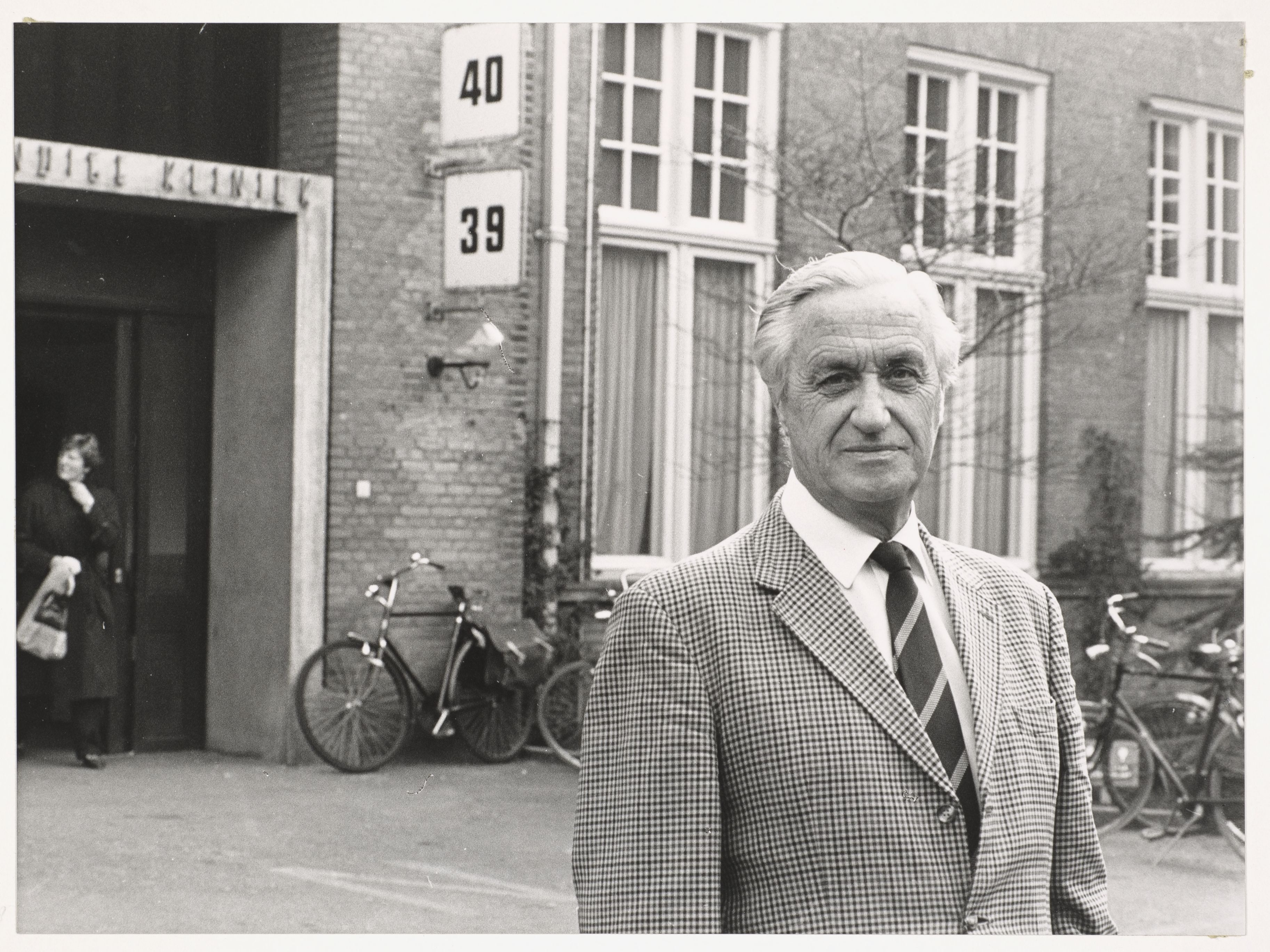
Brom in 1985

In 1978 introduceerde Brom een nieuwe chirurgische techniek voor patiënten met een transpositie van de grote vaten (de zogenaamde "broek van Brom" bij patiënten met een Mustard operatie). Hij introduceerde en ontwikkelde verschillende chirurgische technieken, zoals: de brug van Brom voor coarctatio aortae, de Brom'se modificatie van de Senning-operatie voor transpositie van de grote arteriën en de drie-patch techniek bij de behandeling van supravalvulaire aortastenose.
Veel van zijn buitenlandse en binnenlandse assistenten stichtten in (academische) ziekenhuizen in Nederland en in andere Europese landen nieuwe thoraxchirurgische klinieken.
Na zijn emeritaat in 1985 bleef Brom nog tot 1996 als cardiochirurg actief onder meer in Abu Dhabi (Verenigde Arabische Emiraten) waar hij een nieuw hartcentrum tot stand bracht.
Brom was getrouwd. Twee zoons werden eveneens arts en chirurg. Acteur Frederik Brom is een kleinzoon.

## Eerbetoon
Brom werd doctor honoris causa van verschillende universiteiten, onder meer van Leuven (1959), Gent (1962), Lausanne (1964), Bordeaux.
Hij werd ook lid van heel wat buitenlandse geleerde geneeskundige genootschappen. 